# اکشوبهیه
اکشوبهیه (سانسکریت: अक्षोभ्य) (به معنی تکان‌ناخوردنی) در آیین بودا، یکی از پنج بودای خرد است که نماد آگاهی به عنوان یکی از جنبه‌های واقعیت محسوب می‌شود. او در قلمرو الماس در شرق قرار دارد و فرمانروای سرزمین پاک شرقی، ابهیرتی (سرزمین شادی) است. همسر او لوچَنا است و معمولاً با دو فیل همراه است. رنگ او آبی تیره است و نشانه‌های او شامل یک زنگ، سه ردا، عصا، جواهر، نیلوفر آبی، چرخ دعا و شمشیر می‌شود.
اکشوبهیه در متون کهن مهایانه به عنوان بودایی توصیف شده که با عهد خود برای  کنترل خشم و نفرت به روشن‌بینی رسیده است. او به دلیل صبر و اراده‌اش در غلبه بر خشم، «تزلزل‌ناپذیر» نامیده می‌شود.
در باور بوداگرایان، اکشوبهیه به ما کمک می‌کند تا خرد را در خود پرورش دهیم و ماهیت واقعی را درک کنیم. او نماد تبدیل نفرت و خشم به خرد است. در تصاویر، اکشوبهیه معمولاً با دست راست خود زمین را لمس می‌کند و در دست چپش یک آذرخش را به صورت عمودی نگه داشته است.
با اینکه اکشوبهیه در متون سوترا شخصیت چندان برجسته‌ای نیست، اما در تنتره از اهمیت بسیار بالایی برخوردار است و نقش محوری در بودیسم واجره‌یانه در تمام سطوح دارد.